# BAM (motorfiets)
BAM is een Duits historisch merk motorfietsen.
De bedrijfsnaam was: Berliner-Aachener Motorenwerke AG Aachen.
Tijdens het 'Derde Rijk' was het vrijwel onmogelijk motorfietsen naar Duitsland te exporteren, zeker voor een buitenlandse wapenfabriek als FN. Daarom gaf de Akense FN-importeur van 1933 tot 1937 zijn naam aan de FN-motorfietsen, die nu dus officieel 'Duits' waren. In werkelijkheid waren het gewone 198cc-tweetakt- en 346- en 497cc-viertaktmachines van FN.